# آیلا براون
 آیلا براون متولد ۲۸ ژوئیه ۱۹۸۸ بسکتبالیست و از رقابت کنندگان در «آمریکن آیدول» است. او دختر بزرگ اسکات براون سناتور منتخب ایالت ماساچوست و گیل هاف گزارشگر تلویزیونی می‌باشد. براون که در کلاس ششم شش فوت قد داشت در پانزده سالگی به عنوان جوانترین زن بسکتبالیست به کالج بوستون پیوست. او در هفده سالگی در رقابت‌های آوازخوانی آمریکن آیدول شرکت کرد و در بین بیست و چهار فینالیست آن قرار گرفت.